# エギスト・タンゴ
エギスト・タンゴ（Egisto Tango、1873年11月13日 - 1951年10月5日）は、イタリア王国出身の指揮者。ローマの生まれ。
ナポリ音楽院に学び、1893年にヴェネツィアはリド島の歌劇場で指揮者デビューを果たす。
1895年からミラノ・スカラ座の指揮者陣に加わり、ピエトロ・マスカーニと親交を結んだ。
1897年にはニューヨークでウンベルト・ジョルダーノの《アンドレア・シェニエ》を指揮してアメリカ・デビューを飾った。
1903年から1908年まではベルリン・コーミッシェ・オーパーの指揮者を務め、オイゲン・ダルベールの《低地》の初演を指揮している。
1909年から翌年まではメトロポリタン歌劇場の指揮者となり、1911年にはフェニーチェ劇場の指揮者に転任した。
1912年からはハンガリー王立歌劇場の指揮者を歴任し、バルトーク・ベーラの《かかし王子》や《青ひげ公の城》などを初演。
1920年から1926年までウィーン・フォルクスオーパーの指揮者を務め、1927年ごろから次第に活動拠点をデンマークに移していった。
1930年から1946年までデンマーク王立歌劇場の指揮者をヨハン・ヒエ＝クヌートセンと兼任した。
コペンハーゲンにて没。